# Jeremy Allen White
Jeremy Allen White (født 18. februar 1991) er en amerikansk skuespiller, der bedst er kendt for rollen som Phillip "Lip" Gallagher i den amerikanske drama-serie Shameless (2011–2021). Derudover har han medvirket i første sæson af Homecoming (2018) og film som Afterschool, Twelve, After Everything og The Rental. Fra 2022 spiller han hovedrollen som Carmen 'Carmy' Berzatto i Hulu-dramaserien The Bear.

## Privatliv
Han blev gift med skuespilleren Addison Timlin den 18. oktober 2019, sammen har de to døtre født henholdsvis i 2018 og 2020.

## Udvalgt filmografi

### Film
| År   | Titel                  | Rolle        | Note(r)  |
| ---- | ---------------------- | ------------ | -------- |
| 2006 | Beautiful Ohio         | Young Clive  |          |
| 2007 | The Speed of Life      | Sammer       |          |
| 2008 | Afterschool            | Dave         |          |
| 2010 | Twelve                 | Charlie      |          |
| 2012 | The Time Being         | Gus          |          |
| 2013 | Movie 43               | Kevin Miller |          |
| 2013 | Bad Turn Worse         | Bobby        |          |
| 2014 | Rob the Mob            | Robert Uva   |          |
| 2017 | Chasing You            | Ben          | Kortfilm |
| 2018 | After Everything       | Elliot       |          |
| 2018 | Cornflower             | Ladle        | Kortfilm |
| 2019 | Chasing You            | Ben          | Kortfilm |
| 2020 | The Rental             | Josh         |          |
| 2020 | Viena and the Fantomes | Freddy       |          |
| 2021 | The Birthday Cake      | Tommaso      |          |

### Tv-serier
| År      | Titel                             | Rolle                   | Note(r)                  |
| ------- | --------------------------------- | ----------------------- | ------------------------ |
| 2006    | Conviction                        | Jack Phelps             | Afsnittet: "Deliverance" |
| 2007–08 | Law & Order                       | Jeremy / Andy Steel     | 2 afsnit                 |
| 2010    | Law & Order: Special Victims Unit | Michael Parisi          | Afsnittet: "Torch"       |
| 2011–21 | Shameless                         | Phillip "Lip" Gallagher | 134 afsnit               |
| 2018    | Homecoming                        | Shrier                  | 4 afsnit                 |
| 2022    | The Bear                          | Carmen 'Carmy' Berzatto |                          |